# ساندیا (بازیگر)
ساندیا (انگلیسی: Sandhya؛ زادهٔ ۲۶ سپتامبر ۱۹۸۸) هنرپیشه اهل هند است.
از فیلم‌ها یا برنامه‌های تلویزیونی که وی در آن نقش داشته‌است می‌توان به آلیس در سرزمین عجایب، ترافیک و سه پادشاه اشاره کرد.
وی همچنین برندهٔ جوایزی همچون جایزه فیلم‌فیر جنوب شده‌است.